# Corrigin Shire
Koordinaten: 32° 20′ S, 117° 52′ O

Das Shire of Corrigin ist ein lokales Verwaltungsgebiet (LGA) im australischen Bundesstaat Western Australia. Das Gebiet ist 3095 km² groß und hat etwa 1100 Einwohner (2016).
Corrigin liegt im westaustralischen „Weizengürtel“ im Osten des Staates etwa 200 Kilometer östlich der Hauptstadt Perth. Der Sitz des Shire Councils befindet sich in der Ortschaft Corrigin, wo etwa 750 Einwohner leben (2016).

## Verwaltung
Der Corrigin Council hat neun Mitglieder. Sie werden von allen Bewohnern des Shires gewählt. Corrigin ist nicht in Bezirke unterteilt. Aus dem Kreis der Councillor rekrutiert sich auch der Vorsitzende des Councils (Shire President).